# Lưu Vĩnh Thanh
Lưu Vĩnh Thanh (sinh ngày 3 tháng 10 năm 1940) là phu nhân của Hồ Cẩm Đào, nguyên Tổng Bí thư Đảng Cộng sản Trung Quốc và Chủ tịch nước Cộng hòa Nhân dân Trung Hoa.
Theo truyền thống, vai trò của Lưu Vĩnh Thanh sẽ chủ yếu là đối nội, nhưng điều này thay đổi nhanh khi các nhà lãnh đạo Trung Quốc công du ra nước ngoài nhiều hơn. Lưu Vĩnh Thanh thường tháp tùng chồng trong các chuyến đi chính thức ra nước ngoài và đã xuất hiện cá nhân tại các tổ chức từ thiện và văn hóa trên khắp thế giới.

## Tiểu sử

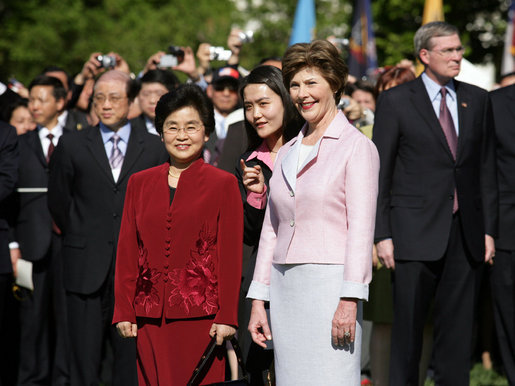
Lưu Vĩnh Thanh, áo màu đỏ, với cựu Đệ Nhất Phu nhân Hoa Kỳ Laura Bush tại Nhà Trắng năm 2006.

Lưu Vĩnh Thanh sinh năm 1940 tại Trùng Khánh. Bà theo học Trường Trung học Ba Thục Trùng Khánh. Lưu Vĩnh Thanh gặp chồng tại Đại học Thanh Hoa ở Bắc Kinh, nơi bà học tập khoa thủy lợi. Sau đó, bà tiếp tục làm việc cho Ủy ban Quy hoạch thành phố Bắc Kinh.
Giống như với chồng của bà, cuộc sống và xuất thân của Lưu Vĩnh Thanh không được biết đến rộng rãi trong số các quan sát viên ở nước ngoài. Bà hầu như không nhận được sự chú ý của công chúng trước nhiệm kỳ Chủ tịch nước của Hồ Cẩm Đào. Bản thân Hồ Cẩm Đào đã ưu tiên tránh xa mắt công chúng và có khuynh hướng tránh sự công khai trong sự nghiệp chính trị của mình.

## Gia đình
Hồ Cẩm Đào và Lưu Vĩnh Thanh có hai người con trưởng thành - con trai tên là Hồ Hải Phong và con gái tên là Hồ Hải Thanh, cả hai đều được giáo dục tại Đại học Thanh Hoa. Hải Phong là một doanh nhân và chính trị gia, giữ chức Bí thư Thành ủy Lệ Thủy, tỉnh Chiết Giang từ tháng 7 năm 2018. Hải Thanh kết hôn năm 2003, ở tuổi 33, với Mao Đạo Lâm.